# Trox cotodognanensis
Trox cotodognanensis is een keversoort uit de familie beenderknagers (Trogidae). De wetenschappelijke naam van de soort is voor het eerst geldig gepubliceerd in 1985 door Compte.